# Filles de Jésus (Salamanque)
Ne doit pas être confondu avec Filles de Jésus (de Kermaria) ou Filles de Jésus de Vérone.
Les Filles de Jésus (en latin Congregacio Filias Iesu) forment une congrégation religieuse féminine enseignante de droit pontifical. 

## Histoire
La congrégation est fondée le 8 décembre 1871 à Salamanque par Candide Marie de Jésus (1845-1912) pour l'enseignement auprès de la jeunesse de toutes classes sociales et d'école du dimanche pour les jeunes employées. Elle rédige les constitutions religieuses avec l'aide du jésuite Miguel San José Herranz (1819-1896); elles sont approuvées le 3 avril 1872 par l'évêque de Salamanque, Joaquín Lluch y Garriga, carme déchaux. Le 8 décembre 1873, Candide et ses compagnes prononcent leurs vœux religieux. Le 6 janvier 1874, elles ouvrent le premier collège à Salamanque.
L'institut reçoit le décret de louange le 30 juillet 1901 accordé par le pape Léon XIII. Ses constitutions sont approuvées par le Saint-Siège en 1913.
María Antonia Bandrés y Elosegui, béatifiée le 6 avril 1995 par Jean-Paul II, était membre de cette congrégation.

## Activités et diffusion
Les Filles de Jésus se consacrent à l'éducation.
Elles sont présentes en:
- Europe : Espagne, Italie.
- Amérique du Sud : Argentine, Bolivie, Brésil, Colombie, Pérou, Venezuela.
- Grandes Antilles : Cuba, République Dominicaine.
- Asie : Bangladesh, Indonésie, Japon, Philippines, Thaïlande, Taïwan, Vietnam.
- Afrique : Mozambique.

La maison-mère est à Rome.
En 2017, la congrégation comptait 846 sœurs dans 122 maisons.